# Escuelas Linux
Escuelas Linux es una distribución de GNU/Linux, inicialmente pensada para la educación básica, puede ser empleada desde jardines de infancia a ambientes preuniversitarios. Deriva de Bodhi Linux que a su vez deriva de Ubuntu; utiliza como interfaz gráfica Moksha, basada en Enlightenment y dispone de versiones en castellano e inglés. Se puede utilizar en equipos con recursos de hardware austeros y viene lista para usar.

## Características
Es una distribución ligera que soporta arquitecturas de 32 bits y 64 bits, usualmente utiliza el Kernel empaquetado por System 76. Dispone de una cuenta de usuario completamente configurada desde la instalación. Tiene herramientas personalizadas para restablecer la distribución al estado posterior a la instalación. También hay opciones para restablecer a los usuarios. Viene con aplicaciones para distribuir material educativo dentro de la red, transmisión de pantalla, ejecución remota de comandos, envío de mensajes, bloqueo de pantalla y silenciamiento de sonido a las computadoras de los estudiantes.
Ofrece herramientas para usar la distribución en línea y un sistema operativo de propósito educativo completo, que puede ser aprovechado con o sin internet. Cuenta con una amplia selección de recursos útiles para todos los grados y niveles, tales como programas de ofimática y de diseño gráfico, asistentes de matemáticas, aplicaciones de química o física, editores de audio o vídeo y herramientas para aprender programación. Developer Pack es un módulo opcional para el aprendizale y desarrollo de aplicaciones en C, C++ PHP y Java.

## Historia
La distribución se promovió con fondos públicos de la Secretaría de Educación de Zacatecas (Seduzac) de México como parte de la Agenda Digital del gobierno de este estado. El 15 de septiembre de 2013 se aprobó en Zacatecas una ley para fomentar la creación, desarrollo, utilización y difusión del software libre y de código abierto. Después de 8 años de existencia del proyecto, el septiembre del 2014, Escuelas Linux se podía descargar desde el portal de SourceForge. El 2015 fue nominado al premio anual que otorga la UNESCO para el uso de TIC en la educación.

## Lanzamiento y soporte
| Escuelas Linux | Escuelas Linux              | Escuelas Linux              | Escuelas Linux              |
| Versión        | Lanzamiento                 | Distribución base           | Kernel                      |
| -------------- | --------------------------- | --------------------------- | --------------------------- |
| 3.0.21         | N/A                         | N/A                         | N/A                         |
| 3.0.23         | 9 de marzo de 2015          | Ubuntu 12.04 LTS            | N/A                         |
| 4.0            | N/A                         | N/A                         | N/A                         |
| 4.1            | 7 de octubre de 2015        | N/A                         | N/A                         |
| 4.4            | 18 de abril de 2016         | Ubuntu 14.04 LTS            | N/A                         |
| 5.0            | 20 de noviembre de 2016     | Ubuntu 16.04 LTS            | N/A                         |
| 5.1            | 9 de febrero de 2017        | Ubuntu 16.04 LTS            | 4.4 LTS/4.9                 |
| 5.2            | 23 de marzo de 2017         | N/A                         | 4.4 LTS/4.10.3              |
| 5.3            | 3 de mayo de 2017           | N/A                         | 4.10.12                     |
| 5.4            | 20 de junio de 2017         | N/A                         | 4.10.17                     |
| 5.6            | 18 de enero de 2018         | N/A                         | 4.14.13                     |
| 6.0            | 8 de septiembre de 2018     | N/A                         | N/A                         |
| 6.1            | 20 de septiembre de 2018    | N/A                         | N/A                         |
| 6.2            | 9 de enero de 2019          | Ubuntu 18.04 LTS            | N/A                         |
| 6.3            | 8 de abril de 2019          | N/A                         | N/A                         |
| 6.4            | 14 de junio de 2019         | N/A                         | N/A                         |
| 6.5            | 26 de agosto de 2019        | N/A                         | N/A                         |
| 6.6            | N/A                         | N/A                         | N/A                         |
| 6.7            | 11 de febrero de 2020       | N/A                         | N/A                         |
| 6.8            | 23 de marzo de 2020         | Ubuntu 18.04.4 LTS          | 5.3                         |
| 6.9            | 10 de junio de 2020         | N/A                         | N/A                         |
| 6.10           | 31 de agosto de 2020        | N/A                         | 5.8                         |
| 6.11           | 22 de noviembre de 2020     | 5.9                         | N/A                         |
| 6.12           | 13 de febrero de 2021       | N/A                         | N/A                         |
| 6.13           | 17 de abril de 2021         | N/A                         | N/A                         |
| 7              | 6 de julio de 2021          | Ubuntu 20.04 LTS            | 5.8/5.12                    |
| 7.1            | 24 de octubre de 2021       | Ubuntu 20.04.3 LTS          | 5.11                        |
| 7.2            | 28 de octubre de 2021       | Ubuntu 20.04.3 LTS          | 5.11/5.14                   |
| 7.3            | 6 de febrero de 2022        | N/A                         | 5.15 LTS                    |
| 7.4            | 7 de marzo de 2022          | N/A                         | N/A                         |
| 7.5            | 4 de junio de 2022          | N/A                         | 5.17                        |
| 7.6            | 23 de agosto de 2022        | N/A                         | N/A                         |
| 8              | 30 de enero de 2023         | Ubuntu 22.04 LTS            | 6.0.12                      |
| 8.2            | 12 de mayo de 2023          | N/A                         | 6.2                         |
| 8.12           | 23 de junio de 2025         | N/A                         |                             |
| Color          | Significado                 | Significado                 | Significado                 |
| Rojo           | Versión sin soporte         | Versión sin soporte         | Versión sin soporte         |
| Amarillo       | Versión antigua con soporte | Versión antigua con soporte | Versión antigua con soporte |
| Verde          | Versión actual              | Versión actual              | Versión actual              |
| Azul           | Versión en desarrollo       | Versión en desarrollo       | Versión en desarrollo       |